# Zbór Kościoła Adwentystów Dnia Siódmego w Toruniu
Zbór Kościoła Adwentystów Dnia Siódmego w Toruniu – zbór adwentystyczny w Toruniu, należący do okręgu kujawskiego diecezji zachodniej Kościoła Adwentystów Dnia Siódmego w RP.
Pastorem zboru jest Tomasz Roszak, natomiast starszym – Sławomir Lipa. Nabożeństwa odbywają się w kościele przy ul. Idzikowskiego 1d każdej soboty o godz. 9:30.

## Historia zboru

### Adwentyści w Toruniu przed założeniem zboru
Pierwsi adwentyści przybyli do Torunia z Bydgoszczy po 1901 roku. Zbór powstał w 1904 roku. Pierwszymi wiernymi byli Niemcy, którzy odeszli z Kościoła ewangelickiego. Po 1920 roku w Toruniu mieszkali adwentyści narodowości niemieckiej i polskiej. Liczba wyznawców spadła w 1920 roku, po przyłączeniu Torunia do Polski. Na miejscu pozostała niewielka grupa mieszkająca głównie na Jakubskim Przedmieściu, Bydgoskim Przedmieściu, Mokrym i Chełmińskim Przedmieściu. Mieszkańcy Bydgoskiego Przedmieścia, Mokrego i Jakubskiego Przedmieścia propagowali doktrynę swojego Kościoła.

### Zbór w latach 1922–1939
Nieznana jest dokładna data powstania zboru, choć wiadomo, że istniał on od 1922 roku. Dokładna liczba adwentystów w Toruniu w okresie II Rzeczypospolitej jest niekiedy przybliżona, gdyż w wyniku braku rozeznania adwentystów mylono z baptystami. Dane uwzględniają wyłącznie osoby dorosłe ochrzczone. Prawdopodobnie rzeczywista liczba adwentystów w Toruniu w latach 1922–1939 wynosiła do 60 osób.
| Rok  | Przybliżona liczba ochrzczonych wyznawców |
| ---- | ----------------------------------------- |
| 1922 | 17                                        |
| 1923 | 15                                        |
| 1924 | 19                                        |
| 1925 | 19                                        |
| 1926 | 20                                        |
| 1928 | 13                                        |
| 1929 | 13                                        |
| 1931 | 17                                        |
| 1939 | ok. 20                                    |

Według danych z lat 1925, 1927 i 1930, w Toruniu przebywało dziesięciu Niemców wyznających adwentyzm. Nabożeństwa odbywały się w lokalach prywatnych. Niewielka grupa działająca w Toruniu podlegała Alfredowi Lüdtke, duchownemu z Bydgoszczy. Brak stałego pastora i niechęć władz do Kościoła Adwentystów Dnia Siódmego przyczyniły się do słabego rozwoju tej wspólnoty religijnej w Toruniu. Adwentyści ograniczali się do działalności religijnej, sporadycznego organizowania wykładów, na których bywało do 30 do 40 osób (przeważały kobiety) oraz do spotykania się w zebraniach. Po 1931 roku kilku adwentystów Dnia Siódmego odeszła z Kościoła i dołączyła do Autonomicznego Zboru Adwentystów Dnia Siódmego, założonego przez bydgoskiego lekarza Alfreda Kubego.
W II Rzeczypospolitej pojawił się konflikt pomiędzy nimi a katolikami mieszkającymi w mieście. W 1923 roku policja zatrzymała dwie kobiety kolportujące literaturę adwentystyczną w języku polskim i niemieckim. Podczas spisu powszechnego z 1931 roku adwentyści złożyli zażalenie w sprawie nieprawidłowego zapisywania w spisie ludności wyznawców Kościoła Adwentystów Dnia Siódmego na niekorzyść wspólnoty. Ze względu na polsko-niemiecki skład wyznaniowy adwentyści byli podejrzewani o prowadzenie działalności niepodległościowej na rzecz Niemiec.

### Czasy późniejsze
Podczas II wojny światowej niemieckie władze okupacyjne zakazały działalności adwentystom Dnia Siódmego. W materiałach archiwalnych nie zachowały się informacje dotyczące działalności adwentystów w tym okresie.
W listopadzie 2004 roku radni udzielili zgody na sprzedaż adwentystom dnia siódmego działki o wielkości 0,2 ha przy ulicy Idzikowskiego. Działkę sprzedano za 195 tys. złotych. Rok później adwentystom dnia siódmego oficjalnie przekazano tereny przy ulicy Idzikowskiego.